# Parbhoe
Parbhoe is een Surinaamse familienaam. Van oorsprong is het een Indiase voornaam, die bij de immigratie in Suriname veranderde in een familienaam en werd herschreven in het Nederlands. De naam Parbhu betekent grote/groots.
In Suriname kwam de naam in 2014 58 keer voor, in Nederland in 2007 50 keer en in België in 2008 1 keer.

## Bekende personen
Enkele bekende naamdragers zijn:
- Maya Parbhoe, een Surinaams zakenvrouw en politica
- Siegfried Parbhoe, een Nederlands dammer